# Liste der Baudenkmäler in Büchlberg
Auf dieser Seite sind die Baudenkmäler in der niederbayerischen Gemeinde Büchlberg zusammengestellt. Diese Tabelle ist eine Teilliste der Liste der Baudenkmäler in Bayern. Grundlage ist die Bayerische Denkmalliste, die auf Basis des Bayerischen Denkmalschutzgesetzes vom 1. Oktober 1973 erstmals erstellt wurde und seither durch das Bayerische Landesamt für Denkmalpflege geführt wird. Die folgenden Angaben ersetzen nicht die rechtsverbindliche Auskunft der Denkmalschutzbehörde.

## Baudenkmäler nach Gemeindeteilen

### Büchlberg
| Lage                                 | Objekt                             | Beschreibung | Akten-Nr.              | Bild                      |
| ------------------------------------ | ---------------------------------- | --- | ---------------------- | ------------------------- |
| Hauptstraße 5 (Standort)             | Villa, jetzt Rathaus               | Reich gegliederter dreigeschossiger Schopfwalmdachbau mit Dachaufbauten, Treppenturm, Flacherker und Dachreiter, Polygonalmauerwerk und verputztes Zierfachwerk, Landhausstil, 1903–05                                                        | D-2-75-119-2 Wikidata  | weitere Bilder            |
| Hauptstraße 12 (Standort)            | Wohnhaus                           | Zweigeschossiger, gegliederter Walmdachbau mit polygonalem Erkertürmchen und Putzgliederungen, um 1900 | D-2-75-119-3 Wikidata  | weitere Bilder            |
| Hutthurmer Straße 5 (Standort)       | Friedhof                           | Mit Grabstätten, 19./20. Jahrhundert; Friedhofsmauer, Quadermauerwerk, zweite Hälfte 19. Jahrhundert; Aussegnungshalle, fristparalleler Walmdachbau mit parabolisch geöffneter Vorhalle, Anfang 20. Jahrhundert                               | D-2-75-119-24 Wikidata | weitere Bilder            |
| Kinderheimstraße 38 (Standort)       | Wegkapelle                         | Alte Ausstattung der modernen Wegkapelle. | D-2-75-119-5 Wikidata  | weitere Bilder            |
| Marktplatz 10 (Standort)             | Katholische Pfarrkirche St. Ulrich | Saalkirche mit eingezogenem Polygonalchor, Fassadenturm und Rahmengliederungen, im Kern spätgotisch, im 18. Jahrhundert barockisiert, 1837 und 1886 verlängert, mit Westturm versehen und im neuromanischen Stil umgestaltet; mit Ausstattung | D-2-75-119-1 Wikidata  | weitere Bilder            |
| Witzingerreuter Straße 23 (Standort) | Zugehöriges Ausnahmshäusl          | Eingeschossiger und giebelständiger Quaderbau mit Blockbaugiebel und vorschießendem Flachsatteldach, 2. Viertel 18. Jahrhundert | D-2-75-119-4 Wikidata  | Zugehöriges Ausnahmshäusl |

### Bärnreuth
| Lage                   | Objekt                           | Beschreibung | Akten-Nr.             | Bild           |
| ---------------------- | -------------------------------- | --- | --------------------- | -------------- |
| Bärnreuth 1 (Standort) | Nebengebäude eines Vierseithofes | Anfang 19. Jahrhundert; Westflügel, langgestreckter verschalter Obergeschoss–Ständerbau mit Traidkasten auf Bruchstein–Quadersockel, mit Flachsatteldach; südlich Stadel, verbretterter Ständerbau mit Flachsatteldach; Tormauer mit Pforte, bezeichnet 1856 | D-2-75-119-6 Wikidata | weitere Bilder |

### Denkhof
| Lage                    | Objekt                                                        | Beschreibung | Akten-Nr.             | Bild           |
| ----------------------- | ------------------------------------------------------------- | --- | --------------------- | -------------- |
| Kirchplatz 4 (Standort) | Katholische Pfarr- und frühere Expositurkirche St. Laurentius | Saalkirche mit eingezogenem, halbrund schließendem Chor und Fassadenturm mit Abseite, neubarock, 1912; mit Ausstattung; Friedhofsmauer, Mischmauerwerk, um 1900; Friedhofskreuz, Gusseisenkorpus im Viernageltypus, um 1900 - Siehe auch: Denkhof#Pfarreigeschichte | D-2-75-119-7 Wikidata | weitere Bilder |

### Eberhardsberg
| Lage                        | Objekt                                               | Beschreibung | Akten-Nr.              | Bild           |
| --------------------------- | ---------------------------------------------------- | --- | ---------------------- | -------------- |
| In Eberhardsberg (Standort) | Bildstock                                            | Säule mit vierseitig verdachtem Tabernakelaufsatz, Granit, bezeichnet 1639                                                                                                | D-2-75-119-10 Wikidata | Bildstock      |
| Eberhardsberg 15 (Standort) | Zugehöriges Nebengebäude mit eingebauter Hauskapelle | Dreigeschossiger und traufständiger Schopfwalmdachbau mit korbbogiger Kapellentür, um 1848–58; Hoftor und Pforte mit Pfeilern und Inschriften, korbbogig, bezeichnet 1858 | D-2-75-119-8 Wikidata  | weitere Bilder |

### Edthof
| Lage                | Objekt     | Beschreibung | Akten-Nr.              | Bild           |
| ------------------- | ---------- | --- | ---------------------- | -------------- |
| Edthof 1 (Standort) | Bauernhaus | Zweigeschossiger und giebelständiger Flachsatteldachbau mit Dachvorschuss, Traufschrot, Bändergliederung und Gred, bezeichnet 1814; Wassergrand mit Wappenrelief, Granit, bauzeitlich; Hofkreuz, Dreinageltypus, wohl 18. Jahrhundert | D-2-75-119-11 Wikidata | weitere Bilder |

### Germannsberg
| Lage                    | Objekt    | Beschreibung                                                                       | Akten-Nr.              | Bild      |
| ----------------------- | --------- | ---------------------------------------------------------------------------------- | ---------------------- | --------- |
| Auf dem Berg (Standort) | Bildstock | Gefaster Pfeiler, Kopfstück mit Nische und Kreuzaufsatz, 2. Hälfte 16. Jahrhundert | D-2-75-119-12 Wikidata | Bildstock |

### Hof
| Lage             | Objekt    | Beschreibung                    | Akten-Nr.     | Bild      |
| ---------------- | --------- | ------------------------------- | ------------- | --------- |
| Hof 1 (Standort) | Hauskreuz | Holzkruzifix, wohl Ende 19. Jh. | D-2-75-119-29 | Hauskreuz |

### Manzenberg
| Lage                      | Objekt   | Beschreibung                               | Akten-Nr.              | Bild |
| ------------------------- | -------- | ------------------------------------------ | ---------------------- | ---- |
| Haus Nummer 11 (Standort) | Kruzifix | Hofkreuz mit Arma–Christi, 19. Jahrhundert | D-2-75-119-13 Wikidata | BW   |

### Nirsching
| Lage                      | Objekt                     | Beschreibung | Akten-Nr.              | Bild                       |
| ------------------------- | -------------------------- | --- | ---------------------- | -------------------------- |
| Nähe Nirsching (Standort) | Kruzifix                   | Viernageltypus, bäuerlich–nachgotisch; in der erneuerten Dorfkapelle | D-2-75-119-16 Wikidata | Kruzifix                   |
| Nirsching 3 (Standort)    | Wohnhaus der Vierseithofes | Zweigeschossiger und giebelständiger Halbwalmdachbau mit Bändergliederung, 2. Hälfte 19. Jahrhundert | D-2-75-119-14 Wikidata | Wohnhaus der Vierseithofes |
| Nirsching 8 (Standort)    | Vierseithof                | Geschlossene Anlage; Wohnhaus, zweigeschossiger und giebelständiger Flachsatteldachbau mit Dachüberstand und Kniestock, korbbogiger Hauseingang mit Spruch, bezeichnet 1861; Doppelkasten, traufständiger Obergeschoss–Blockbau mit vorschießendem Flachsatteldach, 2. Hälfte 18. Jahrhundert; Hoftor mit korbbogiger Fußgängerpforte und originellem Spruch, bezeichnet 1861; Wassergrand, Granit, bezeichnet 1809. Nicht nachqualifiziert, im Bayerischen Denkmal-Atlas nicht kartiert (Datenabruf BLfD 27.08.2020) | D-2-75-119-15 Wikidata | weitere Bilder             |

### Saderreut
| Lage                     | Objekt      | Beschreibung                                            | Akten-Nr.              | Bild           |
| ------------------------ | ----------- | ------------------------------------------------------- | ---------------------- | -------------- |
| Dorfstraße 16 (Standort) | Dorfkapelle | Alte Ausstattung der 1984 wiedererrichteten Dorfkapelle | D-2-75-119-17 Wikidata | weitere Bilder |

### Schwieging
| Lage                     | Objekt      | Beschreibung | Akten-Nr.              | Bild        |
| ------------------------ | ----------- | --- | ---------------------- | ----------- |
| Furtfeld (Standort)      | Traidkasten | Zugehöriger freistehender Traidkasten, zweigeschossiger Blockbau mit Satteldach und Traufschrot, 2. Hälfte 18. Jahrhundert                                 | D-2-75-119-18 Wikidata | Traidkasten |
| In Schwieging (Standort) | Traidkasten | Zugehöriger, freistehender Traidkasten, zweigeschossiger und giebelständiger Blockbau mit vorschießendem Flachsatteldach und Giebelschrot, bezeichnet 1807 | D-2-75-119-19 Wikidata | Traidkasten |

### Schwolgau
| Lage                   | Objekt             | Beschreibung | Akten-Nr.              | Bild |
| ---------------------- | ------------------ | --- | ---------------------- | ---- |
| Schwolgau 5 (Standort) | Arma–Christi–Kreuz | Kruzifix als Dreinageltypus mit Assistenzfiguren der Hll. Maria und Johannes Evangelist, 1. Hälfte 19. Jahrhundert; in der neuen Dorfkapelle | D-2-75-119-25 Wikidata | BW   |

### Sölling
| Lage                 | Objekt                     | Beschreibung | Akten-Nr.              | Bild           |
| -------------------- | -------------------------- | --- | ---------------------- | -------------- |
| Sölling 3 (Standort) | Wohnhaus des Vierseithofes | Zweigeschossiger und giebelständiger Flachsatteldachbau, bezeichnet 1848 und 1862; Hofeinfahrt mit Durchfahrt und Fußgängerpforte, wohl bauzeitlich; Hofkreuz im Dreinageltypus, 19. Jahrhundert | D-2-75-119-20 Wikidata | weitere Bilder |

### Steinmühle
| Lage                    | Objekt                     | Beschreibung | Akten-Nr.              | Bild                       |
| ----------------------- | -------------------------- | --- | ---------------------- | -------------------------- |
| Steinmühle 1 (Standort) | Steinmühle                 | Zweigeschossiger und traufständiger Granitquaderbau mit Satteldach, Kniestock und auskragender Giebelmauer auf gestufte Konsolen, bezeichnet 1869 | D-2-75-119-21 Wikidata | weitere Bilder             |
| Steinmühle 1 (Standort) | Hofkapelle                 | Giebelständiger Satteldachbau mit Arma–Christi–Kreuz, 19. Jahrhundert                                                                             | D-2-75-119-21 Wikidata | Hofkapelle                 |
| Steinmühle 1 (Standort) | Waldlerhaus (Ausnahmshaus) | Blockbau auf Steinsockel mit vorschießendem Flachsatteldach, ehemaligem Traufschrot und Außentreppe, Anfang 19. Jahrhundert                       | D-2-75-119-21 Wikidata | Waldlerhaus (Ausnahmshaus) |

### Wotzing
| Lage                 | Objekt                | Beschreibung                                                                                                  | Akten-Nr.              | Bild                  |
| -------------------- | --------------------- | --- | ---------------------- | --------------------- |
| Wotzing 1 (Standort) | Zugehörige Hofkapelle | Zugehörige Hofkapelle, Pyramidendachbau mit rundbogiger Öffnung und Schindeldachung, 1952/53; mit Ausstattung | D-2-75-119-23 Wikidata | Zugehörige Hofkapelle |

## Ehemalige Baudenkmäler
In diesem Abschnitt sind Objekte aufgeführt, die früher einmal in der Denkmalliste eingetragen waren, jetzt aber nicht mehr. Objekte, die in anderem Zusammenhang – also z. B. als Teil eines Baudenkmals – weiter eingetragen sind, sollen hier nicht aufgeführt werden. Aktennummern in diesem Abschnitt sind ehemalige, jetzt nicht mehr gültige Aktennummern.

| Lage                        | Objekt      | Beschreibung | Akten-Nr.                     | Bild |
| --------------------------- | ----------- | --- | ----------------------------- | ---- |
| Eberhardsberg 12 (Standort) | Waldlerhaus | Waldlerhaus, mit Flachsatteldach und Giebelschrot, zum Teil stark erneuerter Blockbau, 1. Hälfte 18. Jahrhundert | nicht mehr vorhanden Wikidata | BW   |